# Bór-trifluorid
A bór-trifluorid a bór fluorral alkotott szervetlen vegyülete, kémiai képlete BF3. Standard nyomáson és hőmérsékleten színtelen, szúrós szagú, mérgező gáz, mely a nedves levegőn fehér füstöt képez. A bór-trifluorid fontos szerepet játszik a szerves szintézisekben, leggyakrabban mint Lewis-savat alkalmazzák, de sokoldalú építőköve más bórvegyületeknek is.

## Szerkezet

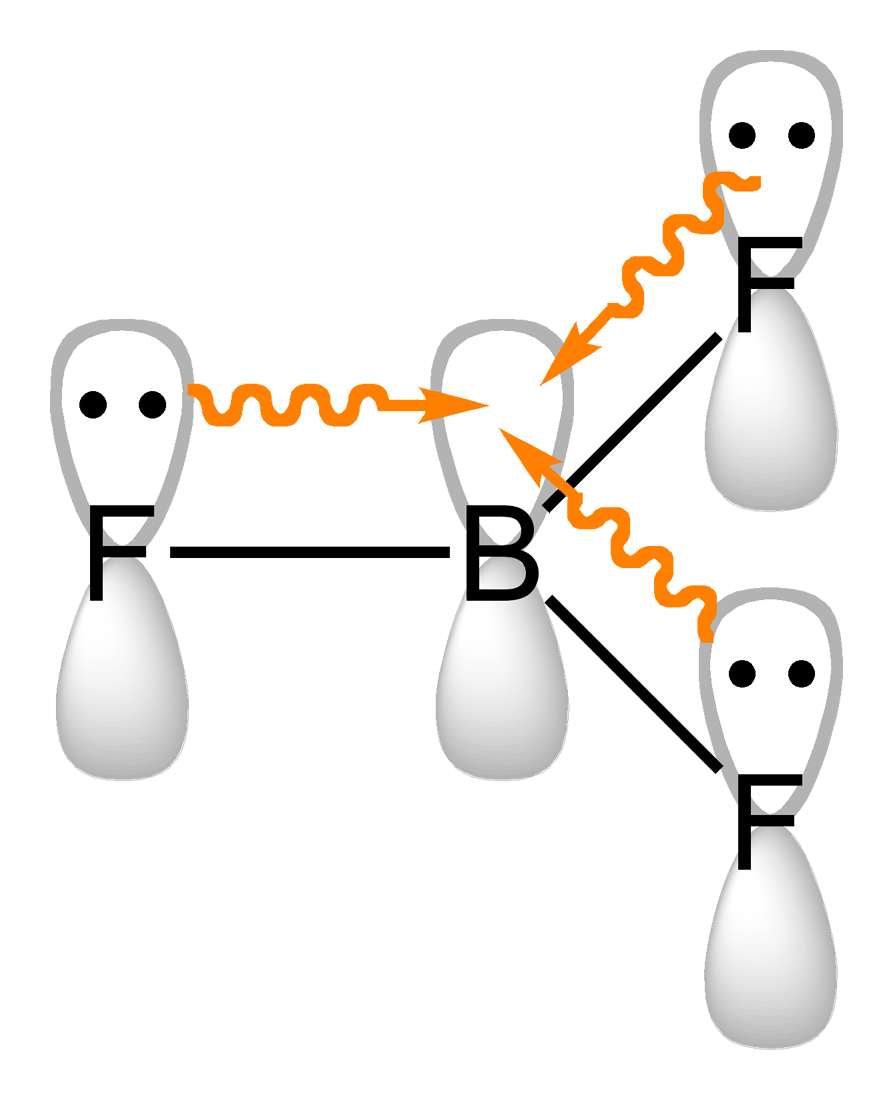
A bór-trifluorid szerkezete, mutatva az üres p orbitált a π típusú datív kötésben.

A bór-trifluorid molekula síkháromszög alakú, benne a bór-fluor kötéstávolság mindenhol 131,3 pm. Mivel a molekula tökéletesen szimmetrikus, dipólusmomentuma nulla. A molekula izoelektronos a karbonátionnal (CO32−). A bór-trifluoridra sokszor elektronhiányosként hivatkoznak, amit megerősít az a tény, hogy Lewis-bázisokkal exoterm reakciókat visz végbe.

## Előállítás
A bór-trifluorid ipari mértékű előállítása bór-oxidok hidrogén-fluoriddal való reakciójával történik:
B2O3 + 6 HF → 2 BF3 + 3 H2O
A hidrogén-fluoridot jellemzően helyben, kénsav és fluorit (kalcium-fluorid, CaF2) reakciójával állítják elő. Évente megközelítőleg 2300-4500 tonna bór-trifluoridot gyártanak világszerte.
Laboratóriumban legtöbbször benzoldiazónium-tetrafluoroborát hőbontásával állítják elő az előbbi reakció szerint:
PhN2BF4 → PhF + BF3 + N2
A vegyület előállítható nátrium-tetrafluorborát, bór-trioxid és kénsav reakciójával is:
6 NaBF4 + B2O3 + 6 H2SO4 → 8 BF3 + 6 NaHSO4 + 3 H2O
Egy másik mód a fluor-szulfonsav bórsavval való reakciója:
H3BO3 + 3 HSO3F → BF3 + 3 H2SO4

## Reakciók
Az alumínium- és gallium-trihalogenidekkel ellentétben a bór-trihalogenidek mind monomerek és sebes halogéncserén mennek keresztül:
BF3 + BCl3 → BF2Cl + BCl2F
Mivel ez a reakció könnyedén végbemegy, a kevert halogenidek nem kaphatók meg tiszta formában.
A bór trifluorid sokoldalú Lewis-sav, Lewis-bázisokkal, például fluoridokkal vagy éterekkel komplexeket alkot:
CsF + BF3 → CsBF4
O(C2H5)2 + BF3 → BF3O(C2H5)2

### Hidrolízis
A bór-trifluorid vízzel reakcióba lép, a reakció során bórsav és fluorobórsav keletkezik. A reakció a H2O-BF3 akvakomplex képződésével kezdődik, amely később hidrogén-fluoridot veszít, a hidrogén-fluorid bór-trifluoriddal reagálva pedig fluorobórsavat alkot.
4 BF3 + 3 H2O → 3 HBF4 + "B(OH)3"
A bór nehezebb trihalogenidjei nem visznek végbe hasonló reakciókat, feltehetően a tetraéderes anionjaik kisebb stabilitása miatt. A fluorobórsav erős savasságának köszönhetően a tetrafluorborát-anion elektrofil kationok, például diazónium-ionok kimutatására használható.

## Fordítás
Ez a szócikk részben vagy egészben  a   Boron-trifluoride című angol Wikipédia-szócikk ezen változatának fordításán alapul.  Az eredeti cikk szerkesztőit annak laptörténete sorolja fel. Ez a jelzés csupán a megfogalmazás eredetét és a szerzői jogokat jelzi, nem szolgál a cikkben szereplő információk forrásmegjelöléseként.